# Levada do Curral e Castelejo
La Levada do Curral e Castelejo est une levada sur l'île de Madère, reliant Curral das Freiras à Funchal, traversant le village abandonné de Fajã do Poio; cette levada est le seul accès au village. 
Elle a été construite pour amener de l'eau depuis Curral das Freiras pour irriguer Santo António, Santa Quitéria et São Martinho. 
La levada do Curral e Castelejo est longue d'environ 10 kilomètres, et nécessite 4 ou 5 heures de marche pour être parcourue. Elle est belle mais dangereuse. 